# Sréter Ferenc
Sréter Ferenc, szandai (Budapest, 1894. december 4. – Budapest, 1988. július 6.) evangélikus majd szabadegyházi lelkész.

## Származása
A Nógrád vármegyei Szanda birtokos családjából származik. A szandai Sréter család „János ágának” 7. generációjában született. Apja: Sréter Árpád, édesanyja: Hajnos Róza.

## Élete
Balassagyarmaton érettségizett 1912-ben.
Az I. világháborúban frontszolgálatot teljesített, s vitézi címet és századosi rangot nyert.
A háborúból szociális érzékenységgel és segíteni akarással tért vissza falujába. A több száz éves családi földbirtokot szétosztotta, bentlakásos népfőiskolát szervezett, majd ennek megszűnte után a lelkészi pályára lépett.
Sopronban (1928-1932), Tübingenben (1931-32) és Göttingenben (1932) hallgatott teológiát s 1932-ben evangélikus lelkésszé avatták.
Előbb segédlelkész volt Szügyön, később pedig Gödöllőn. (Nagy hatást gyakorolt rá James Stewart skót labdarúgó magyarországi evangelizációja). Ezután egyházkerületi missziói lelkészként szolgált.
Az úgynevezett ébredés 1938-ban kezdődött. Túróczy Zoltánnal és Podmaniczky Pállal együtt ennek egyik erjesztője volt. Nagytarcsa területén kezdte meg evangelizációs szolgálatát.
Visszaemlékezésében Sréter így ír erről:
„Amikor felmentem a szószékre, és elkezdtem beszélni, akkor egyszerre csak megjött a nagy fordulat, és amikor kinyitottam a számat, beszélni kezdtem, és dőlt belőlem a szó. Miként történt, magam sem tudom, de az evangelizáció úgy ment végbe, hogy egy hét alatt ébredés támadt Nagytarcsán.”
Ettől kezdve az ország sok helységébe meghívták, és az evangélikus egyházban nyilvánvalóvá vált az ébredés folyamata. 1940–1941 között a negyvenhat gyülekezeti evangelizációból harminchetet ő tartott.
1942-ben a Budapest-Budavári gyülekezet lelkészévé választotta, s egészen 1953-ig itt teljesített szolgálatot. Az 1944. évi ostrom alatt a templomot több találat érte, sőt emberéletek is odavesztek. A háború utáni helyreállítások az ő szervezésével zajlottak, 1953-1954-ben másodlelkészként tevékenykedett.
1946-ban a Magyar Evangéliumi Szövetség (Aliansz) ügyvezető alelnökévé választotta.

## Családja
Kétszer nősült.
Első házasságát nem sokkal az I. világháború után kötötte Keresztes Ilonával. Ebből a házasságból két gyermek született. (Az idősebb tizenhárom éves korában elhunyt, a kisebbik Ferenc, ő az Egyesült Államokba költözött.) Keresztes Ilona a második világháború után súlyos rákos beteg lett, s rövid időn belül elhunyt.
1947. augusztus 31-én Debrecenben kötött házasságot Polster Mártával. Ebből a házasságából született Lídia leánya.

## Kiválás az egyházból
Az 1948. évi megállapodás az állam és az egyház között sok megszorítást tartalmazott. Az ébredési irányzatot és Sréter személyét negatív megkülönböztetés kezdte érni. Az állam ellenőrzése alá vonta az egyházat, a sajtót és a lelkészeket.
Az 1954-ben megjelent, Benczúr-féle kátét élesen bírálta, s mivel nem tudott megalkudni az egyházi vezetéssel, a vezetők által diktált teológiával, 1954. június 30-án lemondott evangélikus lelkészi állásáról és kivált az egyházból.
A budavári gyülekezet azonban ragaszkodott lelkészéhez, s közel 200-220 gyülekezeti tag is kilépett vele együtt az egyházból. Sréter Ferenc Evangélikus Testvérgyülekezetet alakított, amely azonban állami elismerést és működési engedélyt nem kapott, illegálisan működött, majd 1972-től a metodista egyház védelme alatt.

## Munkássága
Sréter Ferenc a modern népfőiskolai mozgalmak előfutáraként létrehozta a Nógrád megyei Szandán, saját birtokán az első magyar bentlakásos népfőiskolát. Először kombinálta a falusi felnőtt lakosság művelésében a gyakorlati gazdasági ismeretek, az egészségügyi ismeretek, és az írás-olvasás oktatását. Az általa vezetett intézmény 1925–1929 között működött.
A diktatúra éveiben példamutató módon kitartott a hit mellett.

## Emlékezete
- Sréter Ferenc evangélikus, majd szabadegyházi lelkész, az 1993. március 5-én salgótarjáni székhellyel alakult Népfőiskolai Egyesület névadója.[4]

## Művei
- Az az Egy (Sréter Ferenc három Igehirdetés-sorozata.)
- Hét szó a kereszten
- A húsvét üzenete, 1996
- Pásztorokkal vagyok útban; összeáll., ford. Sréter Ferenc; Jó Hír Iratmisszó Alapítvány, Bp., 1994  (ádventi történetek)
- A kegyelem az Ige fényében; Magyarországi Szabadegyházak Tanácsa, Bp., 1987
- Részletek Sréter Ferenc evangélikus lelkész, evangélista igehirdetéseiből[5]
- Az az egy. Legnagyobb a szeretet / Urunk, a mennyei József az Ige tükrében / A meghívó. Sréter Ferenc lelkész három Igehirdetés-sorozata; "Jó Hír" Iratmisszió Alapítvány, Bp., 2000